# Тхір чорноногий
Тхір чорноно́гий (Mustela nigripes) — дрібний хижий ссавець з родини Куницевих, єдиний вид тхорів, що мешкає у Північній Америці. Рідкісний вид, який донедавна вважався вимерлим у природі, але завдяки охоронним заходам тепер занесений до Червоного списку Міжнародного союзу охорони природи (категорія «Під загрозою зникнення»).
Латинська назва виду походить від слів лат. niger — «чорний» та лат. pēs — «ступня» і вказує на характерне забарвлення тварини.

## Опис
Голова і тіло довжиною 310—500 мм, хвіст завдовжки 110—150 мм. Самці на 10% більші за самиць і важать близько 1 кг, в той час як вага самиць становить близько 800 г.
Забарвлення тіла зазвичай жовто-буре, на череві світліше. Лоб, морда і горло майже білі. Верх голови і середина спини коричневі. Маска на обличчі, ступні й кінцева чверть хвоста чорні. Ноги короткі з відносно великими лапами, передні кінцівки озброєні великими кігтями, пристосованими для риття ґрунту. Має три пари молочних залоз.

## Поведінка
Вид у першу чергу нічний і, як вважають, володіє гострим слухом, нюхом і зором. Сильно залежить від лучних собачок щодо їжі, але полонені з готовністю приймають інших малих ссавців. Чорноногі тхори ведуть усамітнений спосіб життя за винятком сезону розмноження, і самці не допомагають у вихованні молоді. 
На чорноногих тхорів полюють койоти, беркути, віргінські пугачі (Bubo virgínianus), домашні коти і собаки.

## Відтворення
В неволі спаровування відбувається в основному в березні-квітні, дітонародження — у травні-червні. Еструс тривав 32-12 днів, вагітність — 42-45 днів, народжувалося від 1 до 6, в середньому 3.0 дитинча. Молодь виходить з нір на початку липня і відокремлюється від матері у вересні або на початку жовтня. Молоді самці розходяться на значну відстань, а молоді самиці часто залишаються поблизу від материнської території. У неволі можуть дожити до 12-річного віку.

## Поширення та середовище існування
Первинний ареал чорноногого тхора простягався від Великих рівнин і канадської провінції Альберта до південного заходу США та Мексики. У 1987 році вид проголошено зниклим у природі. Завдяки заходам з реінтродукції чорноногий тхір знов мешкає у восьми західних штатах США та у мексиканському штаті Чиуауа, втім самодостатніми вважаються лише три популяції у штатах Вайомінг і Південна Дакота.
Мешкає на луках, у степах, помережаних чагарником, віддає перевагу ділянкам з травостоєм середньої висоти або низьким. Багато в чому залежить від лучного собачки, на якого полює і використовує його нори і щоб ховатись і ростити потомство. Одній особині для життя потрібна ділянка площею від 40 до 70 га.

## Галерея

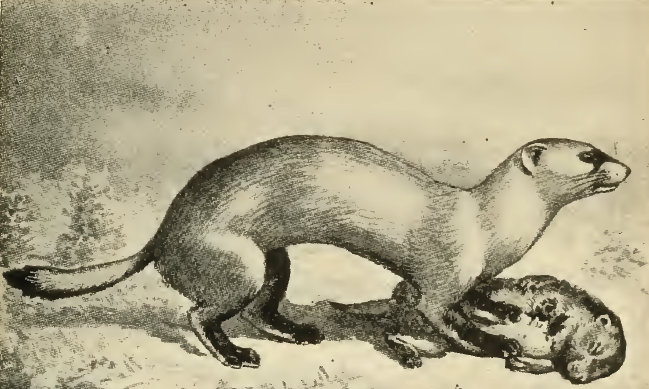
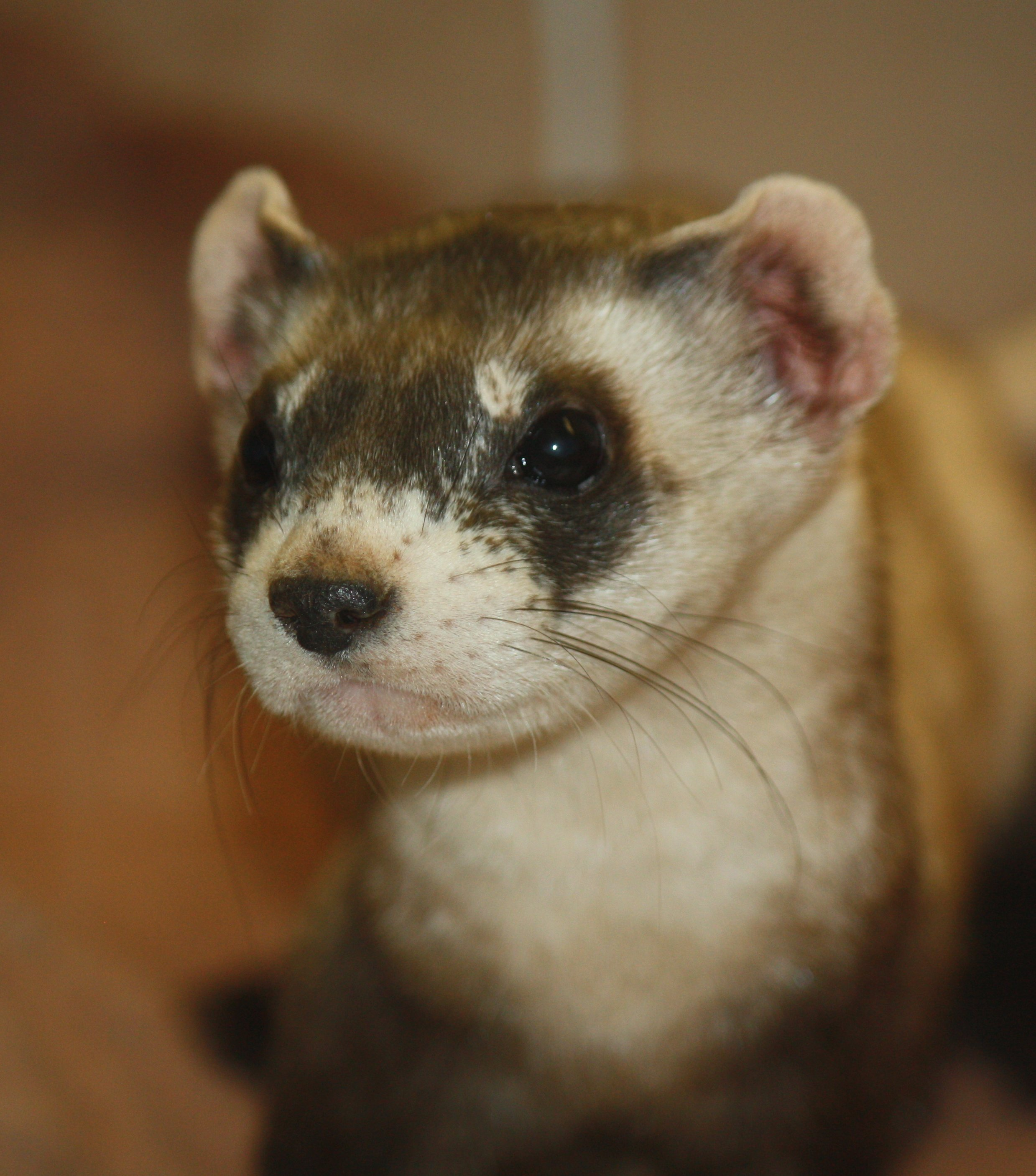
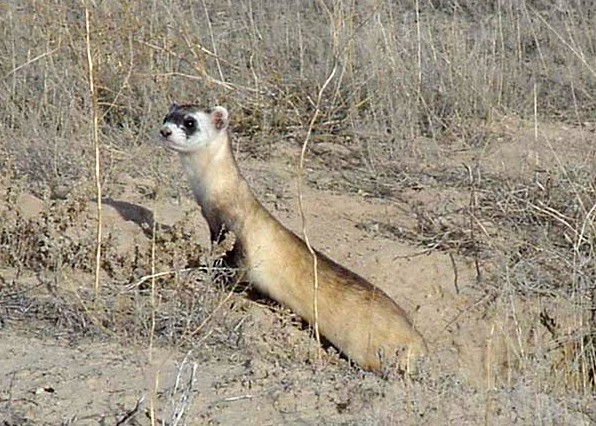
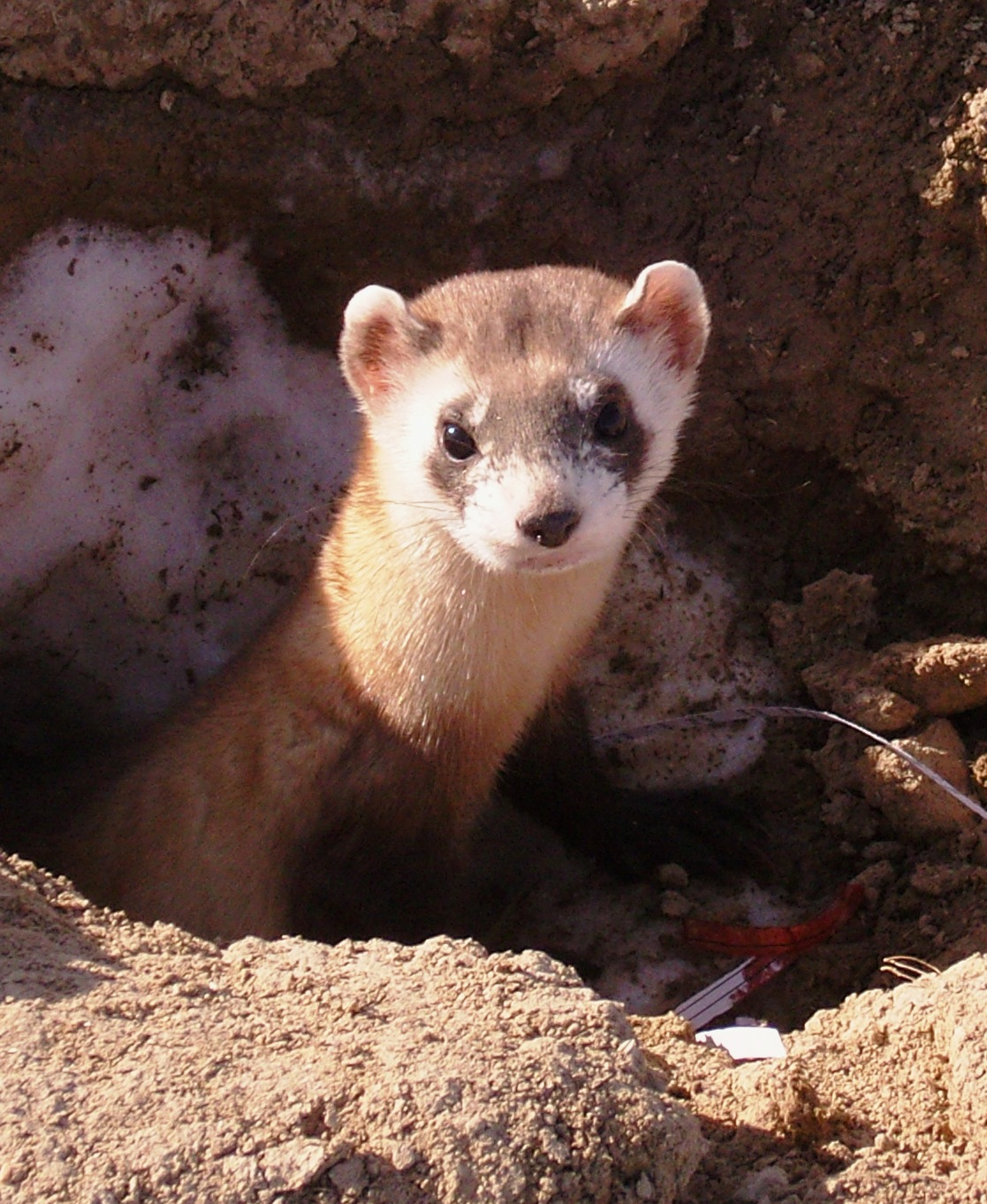